# Den mrtvých
Den mrtvých (v anglickém originále Day of the Dead) je americký hororový film z roku 1985. Režisérem filmu je George A. Romero. Hlavní role ve filmu ztvárnili Lori Cardille, Joseph Pilato, Terry Alexander, Jarlath Conroy a Anthony Dileo Jr..

## Obsazení
| Lori Cardille      | Sarah Bowman      |
| Joseph Pilato      | Henry Rhodes      |
| Terry Alexander    | John              |
| Jarlath Conroy     | William McDermott |
| Anthony Dileo Jr.  | Miguel Salazar    |
| Richard Liberty    | Matthew Logan     |
| Sherman Howard     | Bub the Zombie    |
| Gary Howard Klar   | Steele            |
| Ralph Marreno      | Rickles           |
| John Amplas        | Ted Fisher        |
| Phillip G. Kellams | Miller            |
| Taso N. Stavrakis  | Torrez            |
| Gregory Nicotero   | Johnson           |